# 要家庄乡
要家庄乡，是中华人民共和国河北省张家口阳原县下辖的一个乡镇级行政单位。

## 行政区划
要家庄乡下辖以下地区：
要家庄村、南洼村、西辛庄村、西沟堰村、柳树皂村、王府庄村、同梁堡村、牛蹄庄村、圪塔头村、广丰庄村、头其村、下辛庄村、南房子村、下滋铺村、东坦坡村、上回村、毛道沟村、小庄村和大盐厂村。